# Austrolimnophila (Austrolimnophila) transvaalica
Austrolimnophila (Austrolimnophila) transvaalica is een tweevleugelige uit de familie steltmuggen (Limoniidae). De soort komt voor in het Afrotropisch gebied.